# Cita requerida

Imagen de [cita requerida] en inglés

[Cita requerida] es una etiqueta puesta por editores de Wikipedia en los artículos del sitio que carezcan de referencias, con el fin de pedir su adición. La frase refleja las políticas de Verificabilidad y Wikipedia no es una fuente primaria que el sitio posee, y se ha convertido en un meme de internet.[cita requerida]

## Uso en Wikipedia
Por política de Wikipedia, los editores deben añadir citas para contenido, para asegurar exactitud y neutralidad, y para evitar la investigación original. La etiqueta [cita requerida] se usa para marcar declaraciones y/o afirmaciones que carecen de tales citas. En febrero del 2018, había más de 350 000 páginas en Wikipedia en inglés que contenían la etiqueta[cita requerida].

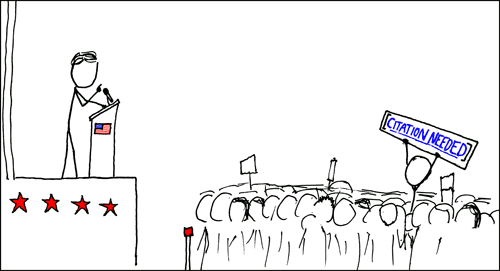
Un cómic xkcd que presenta un manifestante con un cartel que dice [cita requerida

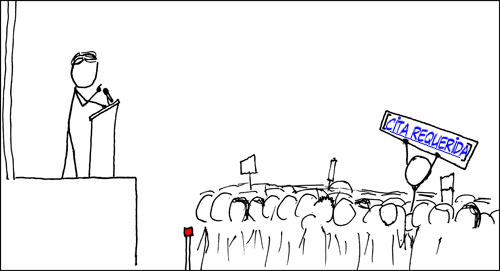
Lo mismo en español

En 2008, Mate Mechtley creó pegatinas con el texto [cita requerida], animando a personas para pegarlos en los anuncios.

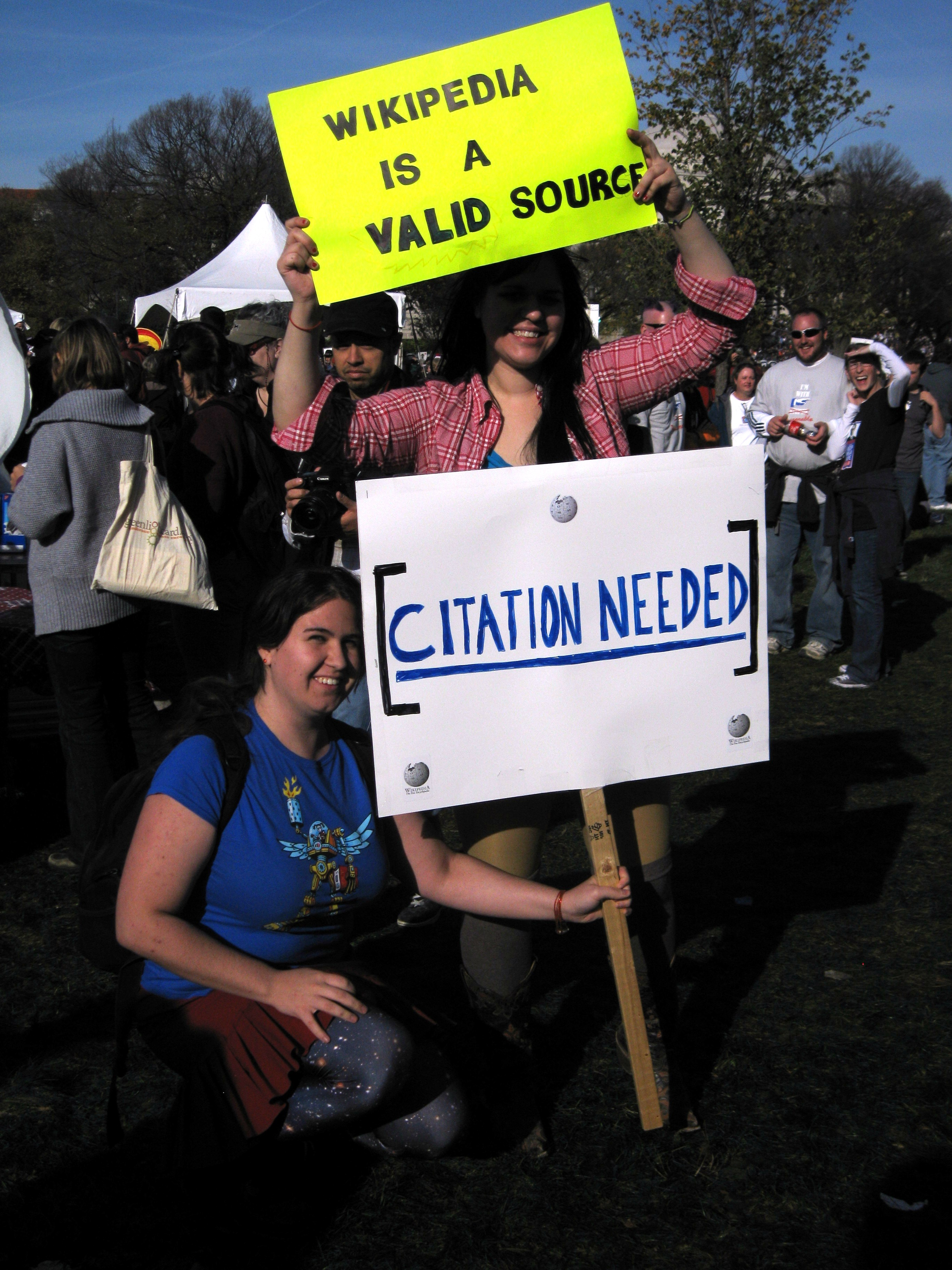
Manifestantes en una protesta en 2010